# 博克西格鄉
46°25′N 21°57′E / 46.417°N 21.950°E
博克西格鄉（羅馬尼亞語：Comuna Bocsig, Arad），是羅馬尼亞的鄉份，位於該國西部，由阿拉德縣負責管轄，面積75平方公里，海拔高度122米，2011年人口3,231，人口密度每平方公里48人。